# Ángel Andreo
Ángel Luis Andreo Gabán (Madrid, 3 dicembre 1972) è un pallanuotista spagnolo, vincitore di una medaglia d'oro ai giochi olimpici di Atlanta 1996. Con il Barceloneta vinse due campionati, tre Coppe del Re e tre Supercoppe di Spagna.